# 황성동 (경주시)
황성동(隍城洞, Hwangseong-dong)은 경상북도 경주시의 행정동이다. 국도 제7호선(원화·산업로)과 지방도 제904호선(용담로), 강변로, 알천북로, 유림로, 황성로 등의 연결되는 교통의 중심지이며, 대규모 녹지·주거단지와 황성공원, 황성주거아파트단지, 용강공단 등이 위치하는 경주의 부도심이다.

## 유래
황성은 신라 시대의 성이 존재하였던 곳으로 전해지며, 이로 인해 황성(皇城)이라는 지명이 유래된 것으로 알려져 있다.
과거에는 고성동(古城洞)이라 불렸으며, 지역 원로들의 증언에 따르면, 이 고성의 흔적은 토성(土城)으로 추정된다. 그 잔재는 현재 황성공원 내 국궁장 뒤편에서 충혼탑을 거쳐 공설운동장에 이르는 구간에 희미하게 남아 있는 것으로 전해진다. 해당 지형은 남쪽이 높고 북쪽이 낮은 형태를 보이며, 성의 흔적은 점차 사라지고 있는 실정이다.

## 역사
- 1955년 8월 경주군 경주읍이 경주시로 승격되면서 황성동이 되었다.
- 1973년 7월 경주시 행정동과 법정동이 관할되면서 용강동과 황성동이 합쳐져 용황동이 되었다.
- 1995년 3월 경주시·군 통합으로 용황동이 분리되어 황성동으로 되었다.

## 주요 시설
- 농협 황성지소
- 수협 황성지점
- 성동새마을금고 황성지점
- 대구은행 황성지점
- 국민은행 서라벌지점
- 경주경찰서 황성지구대
- 경주소방서 용황119안전센터
- 경주황성우체국
- 황성동예비군중대

## 교육
- 용황초등학교
- 유림초등학교
- 계림중학교
- 신라중학교
- 서라벌여자중학교
- 계림고등학교

## 주거
아파트
| 단지명          | 건설사       | 시행사             | 주소         | 입주       | 비고 |
| --------------- | ------------ | ------------------ | ------------ | ---------- | ---- |
| 황성현대 5차    | 현대산업개발 | 현대산업개발       | 황성로 60    | 1998년 4월 |      |
| e편한세상 황성  | 대림산업     | ㈜신대경건설       | 강변로 540   | 2016년 3월 |      |
| 황성 협성휴포레 | ㈜협성건설   | ㈜에이치에스서라벌 | 유림로 21    | 2018년 2월 |      |
| 황성 현진에버빌 | ㈜현진       | ㈜세경             | 광중길 73-16 | 2009년 2월 |      |

오피스텔
- 동부이끌림 황성동 동부이끌림 9차 : 2015년 8월 입주.

## 명소·문화재
- 황성공원
- 간묘

## 간선 도로
| 구분 | 도로 이름                                                                                  |
| ---- | ------------------------------------------------------------------------------------------ |
| 로   | 강변로, 공단로, 알천북로, 원화로 (국도 제7호선), 유림로, 황성로, 용담로 (지방도 제904호선) |
| 길   | 갓뒤길, 원지길                                                                             |

## 같이 보기
- 경주시의 행정 구역
- 대한민국의 행정 구역